# Наказ Катерини II

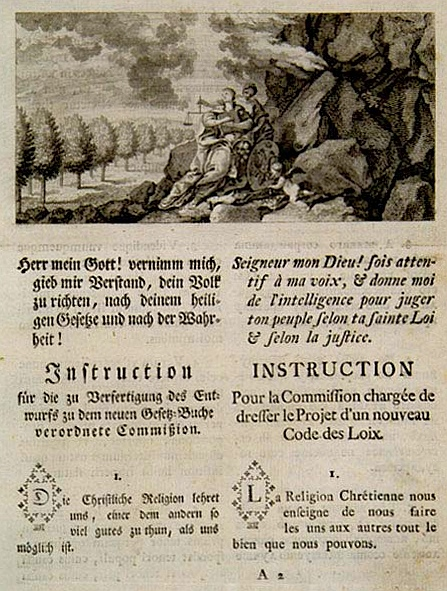

Наказ Катерини II — концепція освіченого абсолютизму, викладена Катериною II в якості настанови для кодифікаційної (Уложеної) комісії. У «Наказі», що спочатку складався з 506 статей, були сформульовані основні принципи політики і правової системи.
«Наказ» є не тільки важливим правовим документом XVIII століття, але і типовою філософською працею епохи «освіченої монархії».